# 石洞乡 (武安市)
石洞乡，是中华人民共和国河北省邯郸市武安市下辖的一个乡镇级行政单位。

## 行政区划
石洞乡下辖以下地区：
石洞村、什里店村、三王村、青烟寺村、河东村、赵庄村、田二庄村、曹子巷村、百官村、史二庄村、南河底村、北河底村、坦岭村、河业峧村和河西村。
什里店村又名十里店]，因為大衛·柯魯克和伊莎白·柯魯克夫婦的《十里店——中國一個村莊的革命》（1959）和《十里店——中國一個村莊的群眾運動》（1979）兩書而中國農村社會研究領域知名。